# ناحیه ناکاسکه
ناحیه ناکاسکه (به لاتین: Nakaseke District) یک منطقهٔ مسکونی در اوگاندا است که در استان مرکزی، اوگاندا واقع شده‌است. ناحیه ناکاسکه ۱۹۱٬۱۰۰ نفر جمعیت دارد و ۱٬۲۰۰ متر بالاتر از سطح دریا واقع شده‌است.